# Садаковський
Сада́ковський (рос. Садаковський) — починок в Зав'яловському районі Удмуртії, Росія.
Знаходиться на правому березі середньої течії річки Лудзинка, правої притоки річки Іжа, на південь від села Верхня Лудзя. В межах села на річці створено ставок.

## Населення
Населення — 3 особи (2010; 3 в 2002).
Національний склад станом на 2002 рік:
- росіяни — 100 %

## Урбаноніми[3]
- вулиці — Заводська, Зайцева, Зарічна, Молодіжна, Набережна, Нагірна, Піонерська, Праці, Свободи, Шкільна